# 番红花城市大厅袭击
番红花城市大厅袭击（俄语：Теракт в «Крокус Сити Холле»），又称作克罗库斯城音乐厅袭击、3·22莫斯科近郊音乐厅枪击事件，指2024年3月22日莫斯科时间（UTC+03:00）晚上8点左右，发生在俄羅斯莫斯科州克拉斯諾戈爾斯克番紅花城市大廳的恐怖襲擊。四名槍手對聚集在會場的人群進行大規模槍擊和砍杀，並使用燃烧弹縱火焚燒會場。此次攻擊造成至少144人死亡（不包括襲擊者），551人受傷。在襲擊發生後不久，伊斯蘭國位於南中亞的地區分支機構伊斯兰国呼罗珊省通過阿马克新闻社Telegram頻道發布的聲明中，声称對此事件負責。新闻社还发布了袭击者的第一视角视频，显示袭击者枪杀和砍死受害者，之后袭击者大喊“真主至大”。
俄罗斯总统普京称此次袭击为“野蛮的恐怖主义行为”，并表示枪手已被逮捕。据报道，两名枪手已被杀。俄罗斯外交部稱此事件為恐怖攻擊。此事件是自2004年别斯兰人质危机以來俄羅斯最嚴重的恐怖攻擊，也是自1999年公寓楼爆炸事件以来莫斯科发生的死亡人数最多的恐怖袭击事件。俄方称，袭击最终造成147人死亡，336人受伤，3人失踪；造成的损失高达57亿卢布。

## 背景
俄罗斯曾多次遭受重大恐怖袭击，如1999年俄罗斯公寓楼爆炸案、2002年莫斯科剧院人质危机和2004年别斯兰人质危机。2015年10月，伊斯兰国武装分子在埃及上空击落一架俄罗斯客机，机上224人全部遇难。自2010年代以来，伊斯兰国还对欧洲各地的音乐场所发动大规模袭击，例如2015年11月在巴黎巴塔克兰剧院的摇滚音乐会期间发动类似的袭击，以及2017年5月在英国曼彻斯特竞技场流行音乐表演结束时发动炸弹袭击。该组织还在2022年对喀布尔俄罗斯大使馆发动自杀式炸弹袭击。
伊斯兰国在过去多年都相对平静，但在近年以来，该组织开始试图增加对外袭击。2024年1月3日，伊斯兰国呼罗珊省在伊朗制造爆炸事件，造成至少103人死亡，此前美国曾警告伊朗可能会发生袭击。独立智库苏凡中心的克拉克指出，伊斯兰国呼罗珊省“在过去两年里一直盯着俄罗斯，经常在政治宣传中批评普京”。俄罗斯为支持阿萨德政府而介入叙利亚内战期间，也曾将伊斯兰国作为攻击目标。
2024年3月7日，俄罗斯联邦安全局（FSB）宣布在莫斯科消灭了一个与伊斯兰国呼罗珊省有关联的恐怖团体，该团体计划袭击该市的一座犹太教堂。几小时后，美國駐俄羅斯大使館發佈警告稱，“极端分子计划针对莫斯科大型集会发动袭击，包括音乐会”，敦促美國公民在未來48小時內避免參加大型集會，并提醒美国公民“避开人群、注意当地媒体消息、关注周边环境”。当天，美国还根据美国情报界的“警告义务”要求，私下警告俄罗斯官员，根据3月早些时候收集的情报，存在伊斯兰国呼罗珊省即将发动袭击的风险。其後，英國、加拿大、德國、拉脱维亚、爱沙尼亚、瑞典、韩国、澳大利亚等多個國家亦根据这份通告，对自己国家的公民发出警告。另据路透社引述消息人士，伊朗当局在审问先前策划爆炸案的伊斯兰国恐怖分子，也得知伊斯兰国即将对俄罗斯发动大型恐怖袭击；伊朗方面向俄罗斯透露了这个情报。

3月19日，普京在出席俄羅斯聯邦安全局會議時表示，西方國家有關的警告都是“徹底的讹詐”，其目的是“恐嚇和破壞我们社會的穩定”。

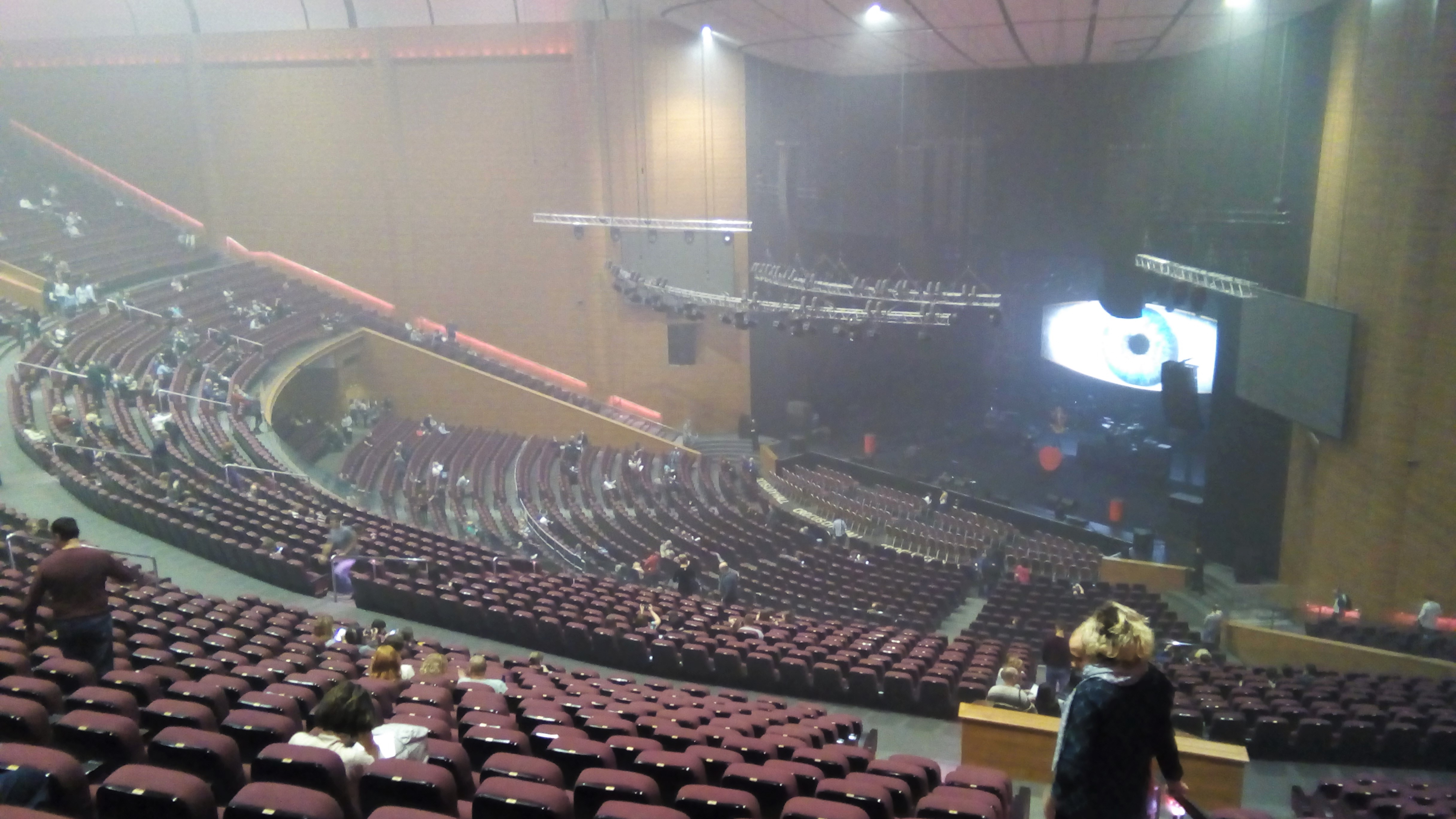
番红花城市大厅内部，摄于2019年。其在此次事件中被焚毁，天花板亦塌陷

一名美国官员向《纽约时报》证实，此次袭击与美国之前的警告有关。另一名美国官员向美联社重申，该警告所依据的情报已在袭击发生前与俄罗斯官员共享。美国国家安全委员会战略沟通协调员约翰·柯比则在22日的记者会上表示，他不认为美国大使馆发布的警告指的就是此次袭击，具体细节留待美国国务院确定。俄罗斯驻美大使否认事先曾收到美方通知。3月25日，柯比在华盛顿对记者表示，美国在3月初确实联系了俄罗斯官员，而正是美国一直以积极的方式监控‘伊斯兰国’，才能够向俄罗斯人发出警告。

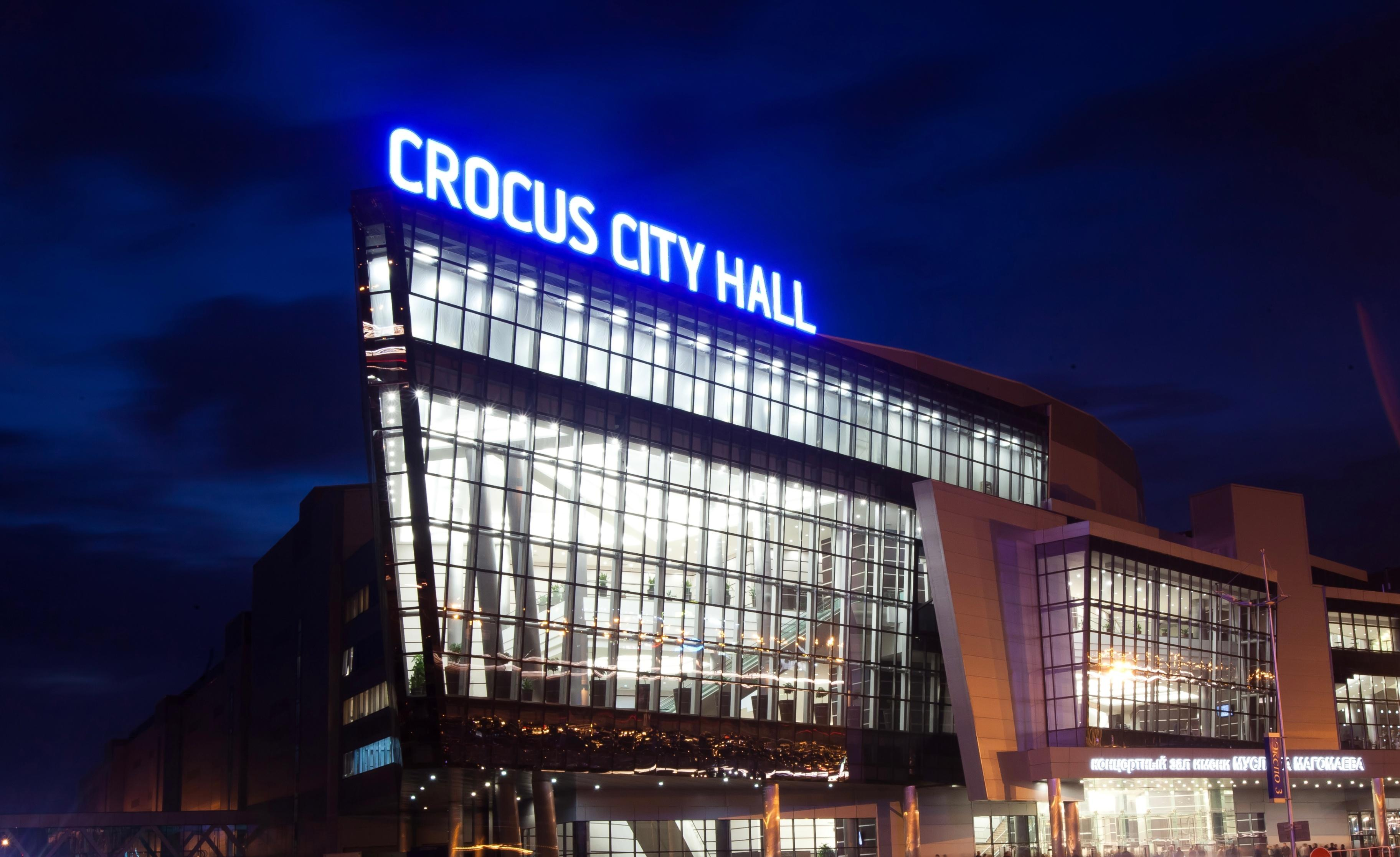
2020年的番红花城市大厅

4月1日，《路透社》援引3名消息人士指出，伊朗在袭击前几天已将“恐怖分子转移到俄罗斯并将进行大规模袭击”的信息传输给了莫斯科。4月2日，俄罗斯對外情報局局長谢尔盖·纳雷什金表示，俄罗斯联邦安全局确实从美国情报部门收到了信息，但不足以阻止恐袭。俄罗斯联邦安全局局长亚历山大·博尔特尼科夫证实，俄罗斯已收到有关准备发动恐怖袭击的信息，他称这些信息为「一般信息」。

### 事发地
- 番红花城市大厅是克拉斯诺戈尔斯克的一座音乐厅，位于米亞金寧諾站附近的番红花商业中心内。归商人Araz Agalarov的番红花集团所有。它是根据番红花集团项目专案建造的，俄罗斯中央建筑结构研究所对该项目提供了技术支持。该建筑共七层，总使用面积3.8万多平方米。[38]

- 该建筑群拥有一个9500 多个座位的大厅。
- 该建筑群于2009年10月25日开业。
- 俄罗斯总检察长办公室否认了有关番红花展览中心未经许可投入运营的信息。
- 莫斯科地区国家建设监督总局表示，克洛库斯市政厅大楼于2009年正常投入使用，交付时完全符合项目要求。

## 事发过程
2024年3月22日晚8点，俄罗斯乐队Picnic原定在番红花城市大厅举行一场演出。从手机录像和目击者的描述和媒体对事后案件分析时间线，在乐队开始表演前，至少有五名身穿军用装备并携带突击步枪的枪手将车直接停在Crocus Expo展览中心14号入口的人行横道处，下车以后枪手首先向入口处的手无寸铁的保安人员开枪，之后从14号入口进入建筑物内部，同时向13号入口边射击边移动，移动过程中向聚集在13号入口处惊慌失措的人群无差别开枪。经过13号入口后，枪手直接进入演出大厅内部，并继续向人群射击同时投掷燃烧弹进行纵火。由于适逢演出即将开始，观众听到枪声后一度以为是演出的一部分。袭击开始时，建筑内还在举行一场青少年社交舞比赛。事后俄罗斯执法部门的消息人士认为，恐怖分子向人群开枪并纵火大约花费了 18 分钟，他们很快就离开了犯罪现场，混入了逃跑的人群中。一名沒经证实参与袭击的车臣人在被警察扣留几个小时后死亡。

一名目击者将袭击者称为“大胡子”。起初的报道里，媒体报道袭击者设置了障碍，不让前来援救的警察入内，但实际上当时枪手可能已经逃离现场。袭击者还投掷了爆炸物，一名目击者声称袭击者使用汽油弹，造成了礼堂起火。过火面积一度达到12,900平方米，大火造成礼堂的屋顶坍塌。据目击者称，克洛库斯音乐会的一名观众成功制服了重新装弹的一名恐怖分子，从而挽救了数十人的生命。

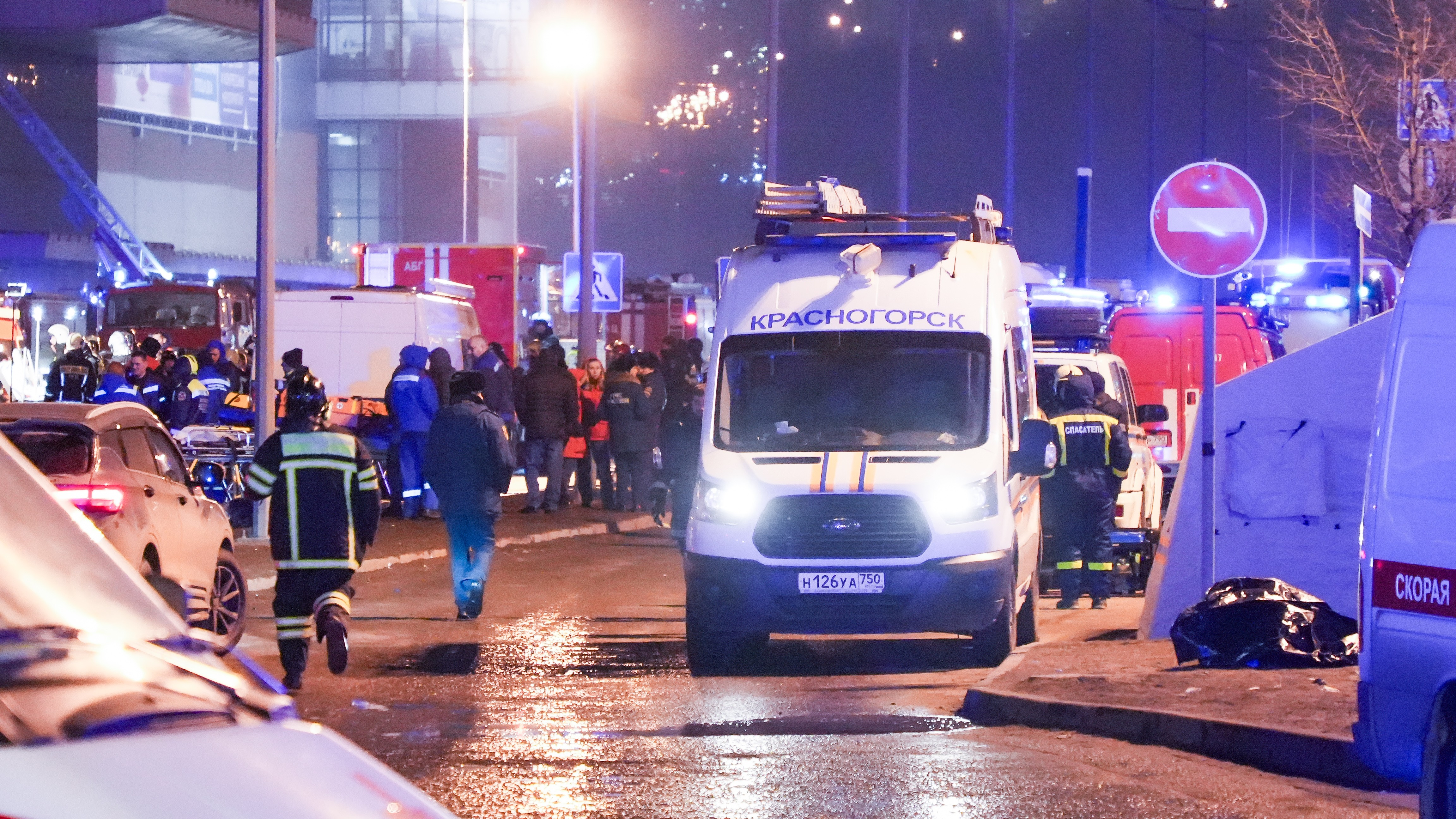
袭击发生现场的救援车辆和人员

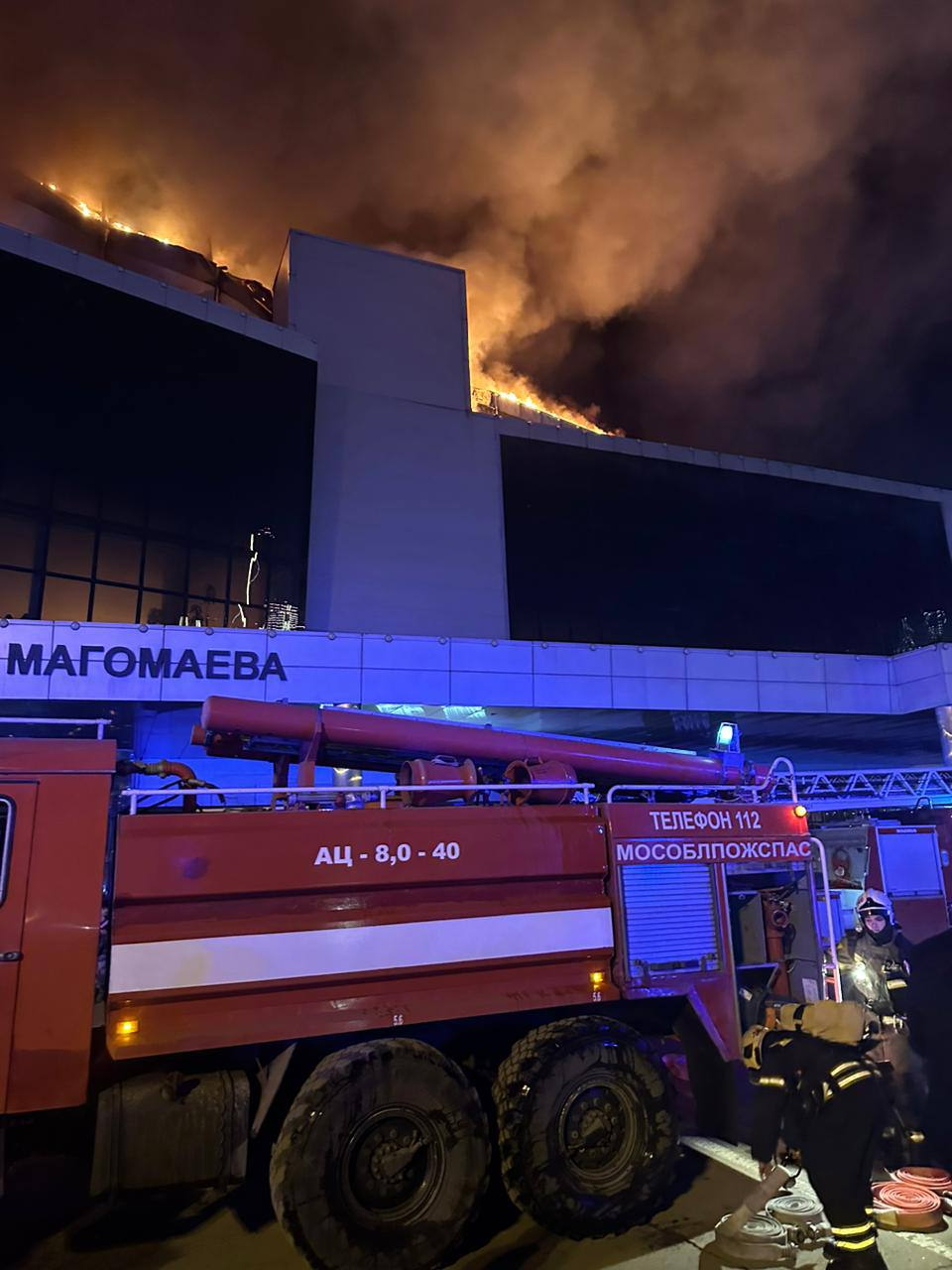
前来救援的消防车和后方正在燃烧的番红花城市大厅

俄罗斯政府派出特别迅速应变分队和特别用途机动单位到现场救援，但由于3月22日晚上拥堵的车流，这两支救援队伍被堵在路上，直到袭击发生后一个小时才姗姗来迟。约有70辆救护车和数架救援直升机到达现场参与救治伤员，警方从地下室救出大约100名受困人员。有媒体拍到消防直升机从空中倒水灭火，但直到次日早上7点，火势才被完全扑灭。购物中心联盟估计音乐厅遭受的经济损失为6至120亿卢布。3月26日下午，俄當局表示工作人员已完成现场灭火救援以及废墟清理的工作，搜救工作全部结束。
袭击发生后，克拉斯诺戈尔斯克的购物中心和其他公共场所被疏散。莫斯科市长索比亚宁以及莫斯科州州長取消市内和州內周末所有活动，莫斯科各机场、火车站和地铁站保安有所加强。莫斯科大部分剧院、博物馆和高校已取消相关线下活动或课程。莫斯科红场各个进出口暫時封闭。俄羅斯聯邦文化部宣布取消全国的活动。圣彼得堡多座购物中心停业，列宁格勒州宣布高度警戒。数百人在莫斯科为傷者献血。
俄罗斯调查委员会主要调查部门根据《俄罗斯联邦刑事诉讼法》第1条规定，以及俄罗斯联邦刑法第205条（“恐怖主义行为”）进行刑事立案调查。

## 人员伤亡和后续处理

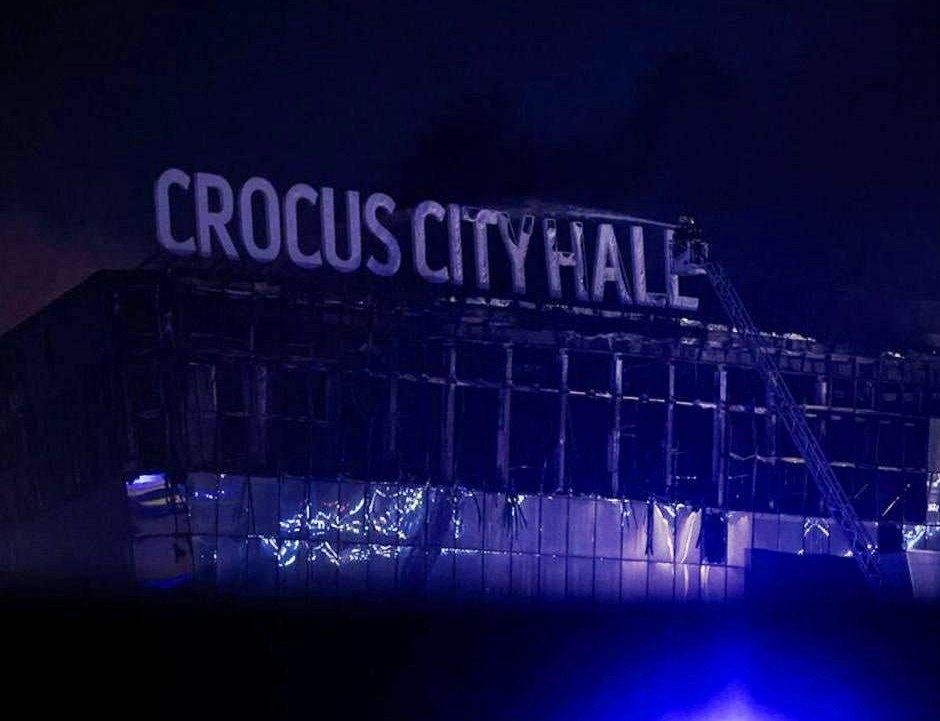
遭袭击后的番红花城市大厅建筑

3月25日，俄罗斯侦查委员会主席巴斯特雷金向普京汇报说，莫斯科近郊音乐厅恐袭事件造成139人死亡（後來增加至143人）。初步数据显示，死因多为枪伤和吸入燃烧产物中毒。

俄罗斯总统普京在视频讲话中宣布3月24日为全国哀悼日，以纪念袭击受害者。普京稱已經抓獲11名兇手，他聲稱犯人「似乎企圖逃往烏克蘭」，並向所有急救人员、执法部门以及帮助袭击受害者的普通公民表示感谢。与此同时，普京強調要防止任何进一步的袭击。普京与塔吉克斯坦总统埃莫马利·拉赫蒙通话，后者在谴责莫斯科音乐厅袭击事件同时，否认其公民参与其中，以回应俄羅斯內政部和媒体声称枪手是塔吉克斯坦人。克里姆林宫表示，两国领导人已同意「加强」联合反恐努力，该声明没有直接提及有关枪手公民身份。悼念日當天，普京在总统官邸所在地的教堂向恐袭遇难者表示哀悼。克里姆林宫、俄罗斯国家杜马大楼下半旗致哀。加里宁格勒州宣布为遇难者哀悼两天。
俄當局公布120名遇害者名單。莫斯科州州长沃罗比约夫表示，将向遇难者家属每人发放300万卢布，向住院的遇难者每人发放100万卢布。索夫科姆银行、家园银行、阿尔法银行、莫斯科信贷银行、俄羅斯外貿銀行、俄罗斯联邦储蓄银行、天然气工业银行，Uralsib和丁科夫銀行称，他们将注销受恐怖袭击影响的客户及其直系亲属的所有贷款债务。

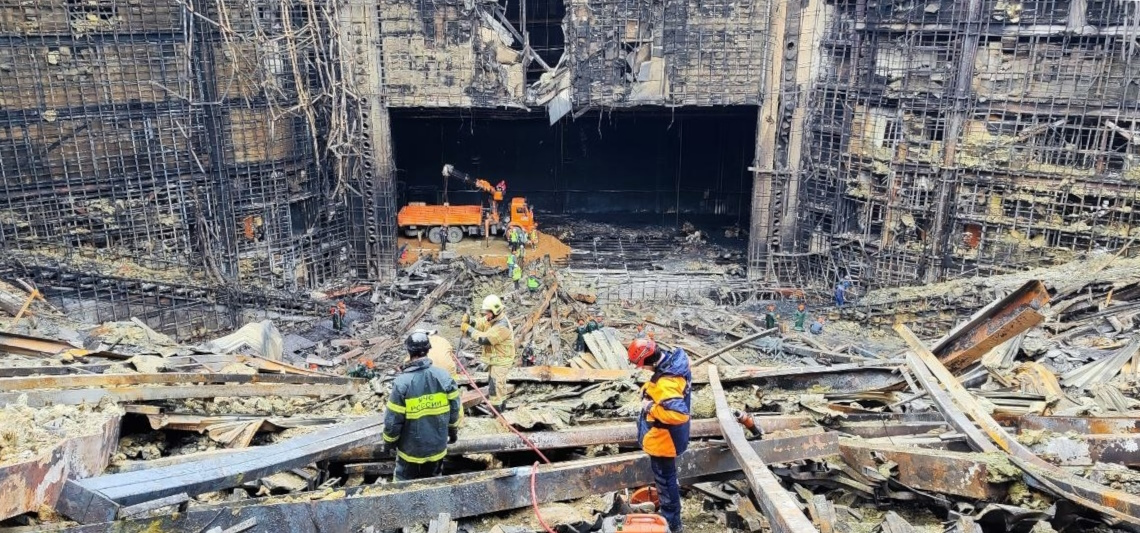
焚毁严重的番红花城市大厅内部，摄于3月25日

俄罗斯铁路宣布，将免费运送克洛库斯恐怖袭击受害者和遇难者的亲属往返莫斯科。俄羅斯航空、北風航空、S7航空、烏拉爾航空、北方之星航空、紅翼航空，烏塔航空和智慧航空将为恐怖袭击中遇难者和受伤者的亲人提供免费航班。索契的治疗和预防机构已准备好为恐怖袭击的受害者及其亲属提供康复服务。
黃絲帶運動表示，俄罗斯当局强逼於烏克蘭临时占领区的居民参加克洛库斯市政厅的纪念活动，呼吁所有人尽可能忽略侵略者的所有行为。黃丝带在Telegram发文称，在海尼切斯克、斯卡多夫斯克、埃內爾霍達爾和梅利托波爾，俄国占领者强迫人们向受害者家属的所谓账户汇钱，还强迫他们在海尼切斯克和梅利托波尔的自发纪念碑上献花。俄罗斯联邦儿童权利总统专员玛丽亚·利沃娃-别洛娃在克罗库斯市政厅的自发纪念碑前敬献了鲜花和玩具，以纪念在恐怖袭击中丧生的人们。
据亚美尼亚外交部报道，一名亚美尼亚公民在莫斯科附近的克洛库斯市政厅发生恐怖袭击后死亡。白俄罗斯驻俄罗斯大使馆通报，3月22日恐怖袭击遇难者名单中有一名1978年出生的女性白俄罗斯公民。
3月27日，Picnic在圣彼得堡舉辦紀念遇難者的演出。Picnic將此次演出的所得收入全部捐給遇難者的家屬。
3月28日，俄罗斯红十字会筹集12亿卢布帮助受害者。
3月29日，白俄罗斯驻莫斯科大使馆宣布，公民阿利姆·约西福维奇·科舍瓦罗夫（Alim Iosifovich Koshevarov）因在恐怖袭击中受了多处枪伤不治身亡。白俄罗斯驻俄罗斯大使馆承诺帮助将该男子的遗体运回祖国。
莫斯科地区卫生部报告称，克洛库斯市政厅购物中心恐怖袭击事件的55名受害者已出院，70人仍在继续接受治疗。三名受害者的情况仍然极其严重。这些是枪伤和烧伤的患者。包括三名儿童在内的18人情况仍然严重。33名患者病情中等。
3月30日，奥金佐沃和克拉斯诺戈尔斯克区大主教托马斯在克洛库斯市政厅自发举行的追悼会现场举行了追悼会。据该机构称，参加追悼会的有 俄罗斯东正教神职人员和其他代表，以及恐怖袭击中遇难者的亲属、官员和志愿者。                           
在事发地的自发纪念活动中举行了献花仪式。驻莫斯科的 130多个使馆负责人和工作人员约250余人参加了纪念活动。来自亚洲、非洲、独联体、中东、拉丁美洲和欧洲的代表，包括白俄罗斯、梵蒂冈、埃及、欧盟、摩洛哥、黎巴嫩、尼加拉瓜、巴勒斯坦、塞尔维亚、叙利亚、美国、塞拉利昂和土耳其的大使出席了仪式。
4月2日，恐怖袭击的受害者要求对克洛库斯市城市大厅业主提供不安全服务提起刑事诉讼；该申请已提交给俄罗斯联邦调查委员会。声明称，业主“未能确保消防安全，对造成的损害和发生的严重后果负有直接责任”。
4月4日，执法机构人员对塔斯社说：“根据现有的初步信息，演出大厅的墙壁上布满了易燃材料，这可能导致恐怖分子纵火后火势迅速蔓延。”他补充说，这些材料除了高度易燃之外，燃烧时还具有剧毒，并释放大量有毒烟雾。音乐厅恐怖袭击受害者辩护律师事务所已向调查委员会提交了一份新申请，要求对业主提起刑事诉讼，其中包括特鲁诺夫、艾瓦尔及其合伙人伊戈尔·特鲁诺夫。
6月8日，俄羅斯衛生部長米哈伊爾·穆拉什科向塔斯社称，五名受害者兩個月後仍在醫院接受治療，他們的病情評估為中等。

## 案件搜查

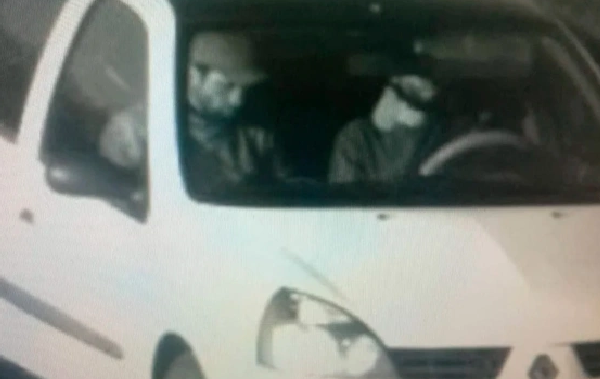
兇手乘坐一輛白色雷諾Clio轎車逃跑

案件發生後，兇手乘坐一輛白色雷諾Clio轎車逃跑。袭击发生后次日，9时08分，布良斯克州国家交通监察局警告称，布良斯克东南部M-3“乌克兰”高速公路第368公里至第385公里路段交通暂时受到限制。10时25分，国家杜马代表、俄罗斯卫队总监前顾问欣特谢因宣布拘留两名嫌疑人。据他介绍，夜间在布良斯克地区哈特孙村附近，警察要求一辆雷诺汽车停车。但嫌疑人试图逃跑，遭到警方追赶。警方开枪射击，汽车翻倒。“一名恐怖分子被当场拘留，其余人逃入森林。经过搜查，大约3点50分，第二名嫌疑人被发现并被拘留。”据他称，他们在雷诺汽车中发现了一把PM手枪、一个AKM突击步枪弹匣以及塔吉克斯坦公民的护照。俄罗斯军警在该州俄乌边境地带逮捕了11人，其中包括4名枪手。同时俄罗斯和白俄罗斯方面协作，防止枪手向白俄方向流窜。另有一名嫌犯在城市大厅外死亡，另有一人在布良斯克州身亡。
根据俄罗斯电报群的消息，确认四名枪手都是塔吉克斯坦公民。但是，塔吉克斯坦当局在强烈否认俄罗斯电报群的报道的同时并加以反驳。俄方一段流出的视频显示，俄羅斯聯邦安全局逮捕了一名叫阿利扎德（Rajab Alizade）的枪手，安全人員將枪手的右耳割下并塞进了他的嘴里。今日俄罗斯媒体集团总编辑西蒙尼扬又披露了另一名恐袭嫌疑人沙姆西丁·法里杜尼（Shamsidin Fariduni），其出生于1998年。他通过Telegram群“听传教士的布道”有一段时间了，然后大约一个月前策划袭击的主谋找到了他，并替他準備武器。他於3月4日从土耳其进入俄罗斯境内。此外主謀还给他发了实施襲擊的具体坐标，命令他无差别射杀。主謀承諾給法里杜尼的报酬大约是100万卢布，但只支付了一半到他的銀行卡作为定金，事成之後再向其支付另一半報酬。而对方是谁，法里杜尼并不知情。但沙姆西丁·法里杜尼在逃避追捕途中把包括銀行卡在內的所有东西都扔了。西蒙尼扬还公布了另外一段审讯视频。视频中一名讲塔吉克语的男子在翻译的协助下交代说，他和一名同伴在莫斯科州一条高速公路旁的旅馆里住了十多天，而且他太久没有工作，他想赚钱。
俄罗斯联邦安全局安全部门在3月23日的一份声明中表示，3月22日晚上参与袭击的恐怖分子计划逃往乌克兰，而且在乌克兰境内有人接应。白俄罗斯当局驳斥了俄方说法，声称实际上白俄罗斯特种部队帮助俄罗斯抓获了恐怖袭击的嫌疑人，这些嫌疑人正计划越过白俄罗斯海峡逃跑。乌克兰UAZMI网对此形容白俄罗斯驻俄罗斯大使的善意陷害了普京，然后后者还以为犯下了恐怖行为的人会像个白痴一样会穿越危险重重的乌俄边界防线。
俄罗斯独立媒体RBC的消息人士称，对摄像机记录的分析表明，恐怖分子在建筑物中掌握了良好的方位；他们“提前研究了如何作案并考虑了逃生路线”。袭击者知道保安人员的位置并首先向他们开枪，这也表明了对方有备而来。此外，安全部队根据对恐怖分子行动的分析，认为他们可能有作战行动经验。事件发生后，俄联邦总检察长办公室开始调查，但没有发现負責番红花城市大厅安全的组织存在违规行为。
3月24日晚间，莫斯科一家法院召开庭审，听取检察官对克洛库斯市政厅袭击事件后被拘留的一群男子提出的审前拘留要求。32岁的达勒忠·米尔佐耶夫 (Dalerdzhon Mirzoyev) 已被指控从事恐怖主义活动，如果罪名成立，他将面临无期徒刑。检察官告诉蒂穆尔·瓦赫拉梅耶夫（Timur Vakhrameev ）法官，嫌疑人已承认有罪。第二名犯罪嫌疑人是30岁的赛达克拉米-拉查巴利佐德（ Saidakrami Rachabalizod ），他也已经认罪。這兩人都是武装组织成员。法院还收到了逮捕另外两名被告的公诉书——19岁的穆罕默德索比尔·法伊佐夫（Muhammadsobir Fayzov ）和25岁的沙姆西丁·法里杜尼（Shamsidin Fariduni）。法里杜尼曾是波多利斯克的一名工人，19岁的法伊佐夫曾是伊万诺沃的理发师。
莫斯科法院正式批捕全部4名嫌犯。法院称，他们将被拘留至5月22日。另外，與前幾天相比，這些嫌犯出庭時各個鼻青臉腫，似乎遭到檢方毆打，其中一人耳朵上缠着白色绷带，另一人甚至只能闭着眼睛坐在轮椅上被扛進去。克里姆林宫拒绝回应嫌疑人遭受酷刑的问题，也表示在调查完毕前拒绝归咎于伊斯兰国。俄罗斯人权专员塔季扬娜·莫斯卡科娃谴责对被拘留者和被告使用酷刑是不可接受的。
3月25日，莫斯科巴斯曼区法院批准对另外3名涉案人员羁押候审。該3名涉案人员是一位父親和2位兒子，均出生于塔吉克斯坦首都杜尚别。俄调查机构指控3人向恐袭直接参与者提供了交通和住宿便利，并帮助运送现金。
3月26日，莫斯科法院再批准羁押一位男子阿利舍尔·卡西莫夫 (Alisher Kasimov)，该男子向4名枪手提供居所。該男子生于吉尔吉斯斯坦奥什，拥有俄罗斯国籍，是一名个体户，经营一家咖啡馆。他通过租房平台认识恐袭实施者。
3月28日，再有一名男子因涉嫌资助枪手被捕。俄罗斯调查委员会援引初步调查结果表示，上周莫斯科恐怖袭击的嫌疑人与乌克兰民族主义者有关。执法机构表示，肇事者从乌克兰获得了“大笔金钱” 。调查人员已获得“确凿的证据”，调查人员研究从他们身上缴获的技术设备，并分析有关金融交易的信息，获得了他们与乌克兰民族主义者有联系的证据。表明袭击嫌疑人从乌克兰以加密货币的形式获得了资金，然后将其用于准备恐怖袭击。
俄罗斯在线新闻媒体 Baza 发表了这一声明，该媒体援引了一位匿名消息人士的话说，该消息人士据称拥有有关正在进行的 Crocus 城市大厅大屠杀调查的内幕信息。据了解，多名嫌疑人的血液样本中发现了抑制恐惧的精神药物痕迹。该组织成员在上周五袭击事件发生前至少三次造访过该音乐厅，分别是3月7日、10日和14日。
3月29日，此案由俄罗斯联邦调查委员会战争罪、种族灭绝和复兴纳粹主义调查部管辖。俄罗斯调查委员会宣布，上周莫斯科郊外克洛库斯市政厅恐怖袭击的主要嫌疑人证实，他们的命令来自一名神秘男子，这名神秘男子要求他们随后逃往乌克兰，抵达基辅领取承诺的奖励。调查仍在继续开展一系列调查行动和行动措施，以核实乌克兰特工部门代表是否参与组织和资助恐怖袭击。俄新社援引当地安全部门消息人士的话报道称，九名涉嫌与上周俄罗斯恐怖袭击的枪手有联系的人已在塔吉克斯坦被拘留。报道称，所有嫌疑人都是首都杜尚别郊区瓦赫达特区的居民。据称，他们与莫斯科枪击案凶手有联系，并涉嫌与伊斯兰国恐怖组织有联系。塔吉克斯坦特种部队的消息人士告诉俄新社，在塔吉克斯坦，有 15 名计划在纳乌鲁孜节假期发动恐怖袭击的人被捕。被捕者正在接受检查，以确定是否与克洛库斯恐怖袭击的肇事者有联系。
3月29日，莫斯科巴斯曼区法院批准对第9名音乐厅恐袭事件涉案人员羁押候审，並将被羁押至5月22日。该涉案人员名为纳兹里马德·卢特富洛伊，2000年出生于塔吉克斯坦，被捕前住在莫斯科一家旅馆。他受过高等教育，没有妻子和孩子，也没有工作。
3月30日，俄罗斯卫星通讯社发现了一个Tronscan 区块链平台的加密钱包，该钱包被案件策划和实施者所使用。该加密钱包地址发布在与呼罗珊之声（伊斯兰国阿富汗分支）相关的 Telegram 频道上。Tronscan 平台上的钱包地址首次出现于3月12日，出现在一个极端主义 Telegram 频道的帖子中，该频道的管理员是一个昵称 Mavlavi_56 的人，该频道现已被删除。
3月31日，俄罗斯外交部已根据联合国通过的《制止恐怖主义爆炸的国际公约》和《制止向恐怖主义提供资助的国际公约》与基辅正式联系。这些要求包括“立即逮捕和引渡”莫斯科已确认并与最近针对俄罗斯的恐怖袭击有关的所有嫌疑人。俄方要求乌克兰引渡包括乌克兰国家安全局局長瓦西里·马柳克（Vasily Malyuk）在内的诸多人士。不過這一要求遭到烏克蘭方面的拒絕。
4月1日，俄罗斯联邦安全局表示，3月31日上午，他們在达吉斯坦抓获四名為槍手融资和提供设备的人士。同時第十名嫌疑人塔吉克斯坦国民尤苏夫佐达·亚库布约尼 (Yusufzoda Yakubjoni) 已经被逮捕并提起公诉。调查显示，恐怖袭击发生前几天，他将银行卡上的钱转给同伙，用于支付恐怖分子的住宿费。此外，犯罪发生后，他将部分钱款转给了其中一名犯案者。同日，车臣反对派组织1Adat报道了一名车臣人阿斯卡布·乌斯帕诺夫 (Askhab Uspanov) 在3月22日被警方拘留期间死亡的消息。
心理内分泌学家、俄罗斯糖尿病协会主席米哈伊尔·博戈莫洛夫表示，恐怖分子在犯案过程中表现出的冷静和冷酷是普通人无法做到的，而通过战斗精神药物容易实现。极有可能是使用了普通的安非他明或其他类似的物质。恐怖分子在法庭上的行为表现也显示出急性戒断综合征的症状。
4月4日，俄罗斯联邦安全局（FSB）周四报道称，三名涉嫌与上恐怖袭击有关的人员已被拘留。根据该机构的一份声明，逮捕行动是在莫斯科、叶卡捷琳堡和鄂木斯克进行的。其中两名嫌疑人是外国人，第三名嫌疑人是俄罗斯公民。其中一名被捕者据称直接参与招募枪手，另外两名嫌疑人捐款购买恐怖分子使用的枪支和车辆。联邦安全局公布了三人被捕的录像，但没有显示任何嫌疑人的面孔。
4月5日，俄罗斯调查委员会消息，证物专家对恐怖分子试图销毁的移动电话的检查结果为调查犯罪准备情况提供了重要信息。被告在证词中证实，2024 年 2 月 24 日上午，即特别军事行动开始2周年纪念日，一名嫌犯根据主谋的指示，在互联网上找到了案发地建筑物入口和通往建筑物的道路的图像截图并发送给了他。根据主谋指示，袭击地点选在了音乐厅。此外，在该恐怖分子的手机中还发现了与乌克兰冲突有关的图像。其中包括乌克兰士兵的照片和一名裹着乌克兰国旗的男子站在一座被毁建筑前的照片；一名士兵站在坦克上并举着乌克兰国旗的图片包含“乌克兰武装部队特种作战部队”的说明文字； 以及印有鄙視手势的乌克兰邮票俄羅斯軍艦，去你媽的的图片。俄罗斯调查委员会據此認為音樂廳恐襲案與俄羅斯特別軍事行動存在關聯的证据之一。
4月7日，俄罗斯国营媒体第一频道播出了俄罗斯联邦安全局审讯在押恐怖分子的片段。恐怖分子计划逃离俄罗斯前往乌克兰，在越过边境并抵达基辅后，他们每人将获得100万卢布的报酬。他们的行动是由一位名叫Sayfullo的主谋协调的，他向他们展示了恐怖袭击的地点，并给了他们撤退计划。嫌疑人沙姆西丁·法里杜尼 (Shamsidin Fariduni) 表示，他们被告知“汽车丢弃在边境附近，然后致电他们的接头人员，以获取有关如何进入乌克兰的进一步指示。根据这一计划，恐怖分子将在边境烧毁汽车，然后步行穿过森林进入乌克兰。四名凶手还均表示，在他们可能跨越俄乌边境的地方，乌克兰武装部队正在同时对索皮奇和楚科夫两个地区进行排雷工作。
4月9日，俄罗斯调查委员会发言人斯维特兰娜·佩特连科 (Svetlana Petrenko) 表示，调查人员目前正在调查“西方国家政府官员、民间和商业组织中的特定个人”是否可能参与其中。佩特连科补充说，已经确定俄罗斯境内恐怖袭击的资金是通过乌克兰公司提供的，其中包括乌克兰布里斯马控股公司（Burisma Holdings）。
莫斯科郊区契诃夫市市长米哈伊尔·索巴金证实，警察和俄罗斯国内安全局 (FSB) 特工正在搜捕一名与恐怖袭击有关的名叫Nikolay S年龄47岁左右的持有武器的男子。
俄罗斯安全会议秘书尼古拉·帕特鲁舍夫表示，俄罗斯调查人员已证实，上个月莫斯科恐怖袭击的肇事者与乌克兰之间存在联系。
俄罗斯金融监管局负责人尤里·奇坎钦 (Yuri Chikhanchin) 4 月 25 日在下诺夫哥罗德国际合规委员会表示，莫斯科附近克洛库斯市政厅的恐怖袭击是通过众多使用加密货币的金融组织资助的。
4月27日，俄罗斯当局宣布对第12名嫌疑人提出指控，罪名是涉嫌向袭击者提供通信后勤和资金支持。
5月3日，俄罗斯安全部门在在列寧格勒地區被击毙的48歲破壞分子尼古拉·蘇爾諾夫（Nikolai Surnov）為烏克蘭情報部門工作，可能與克洛庫斯市政廳恐怖攻擊有關。
5月6日，俄塔社消息，涉案人員納茲裡馬德·盧特弗洛伊支持伊斯蘭激進運動，堅持需要對不同意其宗教觀點的人進行武裝鬥爭的立場，並打算前往敘利亞對抗當地政府軍和俄羅斯武裝部隊。
5月7日，俄羅斯聯邦安全局局長亞歷山大·博爾特尼科夫在回答記者主嫌身分是否已確定的問題時表示，克洛庫斯市政廳音樂廳恐怖攻擊的主要組織者在國外。
5月17日，莫斯科巴斯曼區法院批准了調查员的請求，將涉案的四名被告的拘留期限再延長三個月，直至8月22日。这四名被告是阿米瓊、迪洛瓦爾、伊斯羅伊爾·伊斯洛莫夫以及阿利舍爾·卡西莫夫。

## 案件审理
2025年7月21日，法庭就此案进行不公开的预审，共有19名被告人出庭，115 名受害者出庭。俄检察机关和事件受害者已公开反对几名被告提出的终止刑事起诉的动议。

## 袭击者与协助者身份

### 俄罗斯方面公布
恐袭当晚至少有5人直接参与射击、投掷爆炸物和纵火。俄罗斯已逮捕4人。另外，一人据称遭酷刑死亡。

#### 直接参与袭击人员名单
| 名字/罗马化                                                            | 国籍 | 描述 |
| ---------------------------------------------------------------------- | --- | --- |
| - 达勒容·巴罗托维奇·米尔佐耶夫 - Dalerjon Barotovich Mirzoev           | | 出生于1991年11月23日，在新西伯利亚获得了为期三个月的临时登记。但据俄新社报道，被拘留时他的登记已经过期。他的兄弟拉夫尚琼·米尔佐耶夫（Ravshanjon Mirzoev）于2016年加入伊斯兰国并前往叙利亚战斗，据推测于2020年在当地被杀。拉夫尚琼此前已被塔吉克斯坦当局列入通缉名单，其家人也受到监视。 |
| - 赛达克拉米·穆拉达利·拉恰巴利佐达 - Saidakrami Muradali Rachabalizoda | 出生于1994年2月4日，在瓦赫达特长大。在邻居们的印象中，他是一个沉默寡言、冷漠、很少与人接触的人。他在学校成绩很差，九年级毕业后就去了俄罗斯挣钱。他于2017年12月结婚，一个半月后再次前往俄罗斯，10个月后因证件问题被驱逐出境，五年内无法返回俄罗斯。期间他在瓦赫达特当装卸工，工资150美元。2023年5月，他3个月大的儿子死于肺炎，因为家里没钱治疗。他曾在Instagram上发布宗教人物Shaikh Muhammad Solehi Purdila的演讲。 2024年1月4日，他突然告诉妻子，自己打算去俄罗斯赚钱。据土耳其安全部门称，他自1月5日起就一直在伊斯坦布尔。他头上缠着绷带出现在法庭上，这与此前网络上流传的一名嫌疑人在审讯时被割掉耳朵的视频相呼应。 | |
| - 沙姆西丁·法里杜尼 - Shamsidin Fariduni                               | | |

#### 未直接参与袭击人员
| 名字/罗马化                       | 法院批准逮捕日期 | 国籍                     | 犯罪情节                                            | 来源            |
| --------------------------------- | ---------------- | ------------------------ | --------------------------------------------------- | --------------- |
| 阿利舍尔·卡西莫夫 Alisher Kasimov | 2024年3月26日    | 俄羅斯（吉尔吉斯斯坦裔） | 为袭击执行者提供出租屋 （自称不了解租房者真实身份） | [ 116 ] [ 161 ] |

#### 死亡的袭击嫌疑人
| 名字/罗马化                          | 国籍             | 犯罪情节 | 死亡原因                                         | 来源           |
| ------------------------------------ | ---------------- | -------- | ------------------------------------------------ | -------------- |
| 阿斯卡布·乌斯帕诺夫 (Askhab Uspanov) | 俄羅斯车臣共和国 | 不明     | 遭受俄罗斯警察拘留后因酷刑死亡。俄国官方则称自杀 | [ 36 ] [ 132 ] |

## 事件主谋

### 伊斯兰国呼罗珊省
袭击发生后不久，伊斯兰国呼罗珊省通过阿马克新闻社Telegram频道发布声明，宣称自己对此次袭击负责，并称袭击者“已安全撤回基地”。该组织是恐怖组织伊斯兰国在中亚及南亚的分支，主要活跃在阿富汗境内。美国官员称，他们掌握的情报显示，伊斯兰国呼罗珊省一直在策划对莫斯科发动袭击。袭击第二天，伊斯兰国呼罗珊省发布了袭击者的照片及事件的完整报道。同日，阿马克新闻社发布袭击者的第一视角视频，当中一名受害者倒在地上后被袭击者反复割喉，之后袭击者大喊“真主至大”。3月28日，伊斯兰国发言人阿布·胡泰法·安萨里 (Abu Huthaifa al-Ansari) 在Telegram发布赞扬对莫斯科音乐厅发动的致命袭击，还呼吁支持者瞄准「世界各地的十字军」。
美国战争研究所（ISW）分析研究认为，由阿马克新闻社发布的信息与之前关于其他攻击的声明的风格、品牌和语言一致，并指伊斯兰国媒体机构「很少」发表误导性或虚假言论，谨慎地试图在报道中保持「高度可信度」，以识别明确的意识形态目标并维持资金流。分析报告称，「伊斯兰国的宣传使该组织能够筹集资金，并向较低级别的指挥官和支持者传播其教义——伊斯兰国若假冒知名袭击的功勞，可能会在竞争激烈的萨拉菲圣战社区中喪失信誉。」該所称，此次袭击的手法本身也与此前的IS袭击事件一致，包括2015年的巴黎袭击事件。分析报告也引用了美国中央司令部司令迈克尔·库里拉和美国情报部门过去指出伊斯兰国能够针对美国或西方海外利益开展外部行动的能力，例如对2024年1月伊朗克尔曼恐怖袭击事件。ISW报告称，声称对克洛库斯市政厅的袭击是一次外国旗幟行動，这与該所在袭击期间获得的证据不一致，也与該所自伊斯兰国出现以来报道的ISIS先前外部袭击的其他报道不一致，以及伊斯兰国在袭击后发表的声明的性质。此外，正如分析人士强调的那样，伊斯兰国不太可能像一些俄罗斯消息来源声称的那样，根据乌克兰特种部队的命令发动袭击。分析报告指出，「阿马克通讯社是伊斯兰国的中央信息机构，伊斯兰国不会错误地声称一个基督教国家可能对另一个基督教国家发动袭击（或者克里姆林宫在某种外国旗帜行动中针对俄罗斯本国人民），因为伊斯兰国在一个以基督教为主的国家的要求下发动袭击的后果会损害伊斯兰国在萨拉菲派——圣战团体中的信誉」。
5月24日，俄羅斯聯邦安全局局長表示，恐怖分子的準備、資金籌集、襲擊和撤離是由「伊斯蘭國呼羅珊省」成員通過互聯網作出指示。

### 俄罗斯指控乌克兰发动袭击
俄罗斯联邦安全局声称，四名嫌疑人计划在袭击发生后逃往乌克兰，并指控他们在乌克兰境内有人接应。俄方怀疑的理由是，本次恐怖袭击事件有一个重要特点是犯罪分子成功逃脱，与以往伊斯兰国分子实施的自杀殉道式袭击不同。俄罗斯历史上类似的恐怖袭击都伴随着劫持人质和提出政治诉求。但四名枪手并不像因意识形态而策划自杀式炸弹袭击的恐怖分子，而且他们作案后试图横穿俄罗斯边境戒备最森严、最封闭的地区逃跑，那里不仅有边防部队，还有国民警卫队守卫。俄羅斯偵查委員會同樣表示，音樂廳恐襲案疑犯與烏克蘭民族主義者有關。另外，俄罗斯专家质疑伊斯兰国宣传照中人物举起左手而不是穆斯林惯用的右手，就像不信教的穆斯林一样。在没有等待第一份声明、在不知道恐怖分子的国籍和宗教的情况下，美国和欧洲的发言人就开始令人信服地断言‘伊斯兰国’是恐怖袭击的幕后黑手显得非常仓促。
然而，随着白罗斯驻俄罗斯大使德米特罗·克鲁托伊澄清，实际上白俄罗斯特种部队帮助俄罗斯抓获了恐怖袭击的嫌疑人正计划穿越兩国边界的声明，证实了恐怖分子并没有像俄方所说的那样去了乌克兰，而是去了白俄罗斯。白俄羅斯總統盧卡申科在3月26日表示，在俄羅斯恐襲事件中的恐怖分子最初試圖逃往白俄羅斯，在襲擊發生後，白俄羅斯立即大大加強與俄羅斯邊境的安全，恐怖分子明白不可能進入白俄羅斯，才改變計劃，前往烏克蘭與俄羅斯邊境。
许多媒体与观察者在报道事件的同时指出，俄罗斯官员和官方媒体在很大程度上无视了ISIS-K在三份不同的信息中承认对这起袭击事件负责，而是集中精力试图暗示乌克兰是暴力事件的幕后黑手。 俄罗斯联邦安全局局长博尔特尼科夫表示，美国、英国和乌克兰是此次恐怖袭击的幕后黑手。俄罗斯独立媒体Meduza从俄罗斯国营媒体的员工口中得知，国营媒体和亲政府媒体已接到普京政府指示，在报道时须强调乌克兰可能参与的“痕迹”。克里姆林宫发言人德米特里·佩斯科夫称乌克兰总统泽连斯基是一名「特殊的犹太人」，以暗示后者有支持伊斯兰国的倾向。
虽然伊斯兰国呼罗珊省已宣称对此次袭击负责，但俄方仍坚持认为此次袭击是由西方集团操纵的。包括保守派学者亚历山大·杜金也持此看法。俄罗斯外交部反指控称，美国民主党资助基辅有组织犯罪集团的恐怖活动和参与拜登家族的腐败计划已经持续多年，基于华盛顿试图为基辅辩护，美国的任何辩解应被视为证据。美國白宮國家安全委員會發言人反駁俄羅斯的講法是「無稽的宣傳」。4月4日，普京发表与之前相互矛盾的新想法，改称袭击的主要目的是「为了破坏俄罗斯的团结」，并称俄罗斯「不能成为伊斯兰原教旨主义者恐怖袭击的目标」。
据俄新社4月6日报道，梅德韦杰夫在Telegram上表示，恐袭的真正策划者是乌克兰官员，而法国总统等西方领导人是恐袭的赞助者。
5月24日，俄羅斯聯邦安全局局长亚历山大·博尔特尼科夫表示，烏克蘭國防部情報總局在襲擊中發揮直接作用，稱烏克蘭的軍事情報部門直接參與了有關襲擊。

### 乌克兰对俄罗斯指控的反驳與說法
乌克兰方面坚决否认与此次恐怖袭击有关。乌克兰境内的反俄军事武装俄罗斯志愿军团和自由俄罗斯军团也否认与此次恐怖袭击有关。乌克兰国防部情报总局代表尤索夫反驳俄罗斯正宣传着恐怖袭击事件中可追溯乌克兰痕迹的说法十分荒唐，并指出在全面战争已经持续了两年的当下，乌俄边界地区充满了士兵、特工、安全部队，边界线上布满地雷，双方都在采取一切手段进行监视，包括空中侦察，袭击者逃往乌克兰的说法经不起任何推敲，这一点不需要安全专家也能看出来。尤索夫以1999年发生在俄罗斯的恐袭事件的俄罗斯特种部队对本国人民实施犯罪行为作为例子，指出俄国很可能会出现歇斯底里、收紧螺丝钉、甚至消除公民权利和自由的最低残余。在这种情况下，正是普京政权的活动导致了此类恐怖袭击，或者是由于其特勤部门未能履行其职责。尤索夫称，「尽管全世界都对在俄罗斯境内组织此类恐怖袭击发出了警告，但普京政权要么没有采取任何措施加以阻止，要么参与了这些袭击的组织工作」。
乌克兰外交部长德米特罗·库莱巴呼吁世界拒绝普京将乌克兰或其他西方国家与莫斯科附近的大规模枪击事件联系起来的企图，并指出这是俄罗斯历史上一长串谎言中的最新一个。德米特罗·库莱巴在X社交网络上列出普京当权时的谎言清单，特别是1999年住宅爆炸、2000年库尔斯克号潜艇灾难、2004年别斯兰学校围困、2006年波利特科夫斯卡娅谋杀案、2009年马格尼茨基案、2015年涅姆佐夫案。德米特罗·库莱巴指责普京病态地将乌克兰或其他西方国家，与莫斯科郊外的大规模枪击事件联系起来，呼吁别让普京和他的追随者愚弄。乌克兰总统弗拉基米尔·泽连斯基回应普京再次指责乌克兰，称「普京是一个病态、愤世嫉俗的生物，他認為除了他自己之外，每个人都是恐怖分子，尽管他二十年来一直在恐怖活动中茁壮成长。他和他的特殊部门才是最大的恐怖份子。当他离开时，对恐怖和暴力的需求也会随之消失，因为这是他的需求，不是别人的需求」。
乌克兰国防部情报总局代表尤索夫在反驳俄罗斯正宣传着恐怖袭击事件中可追溯乌克兰痕迹的同时，也表示俄国有着对本国人民实施犯罪行为的历史。烏克蘭總統顧問米哈伊洛·波多利亚克、乌克兰外交部发表否认参与恐怖袭击的声明的同时，也提到1999年俄罗斯公寓楼爆炸案，称俄罗斯自己就曾製造假的恐怖袭击，並归咎于嫁禍受害者已有先例。

#### 乌克兰指控俄罗斯特勤局策划协助恐袭行动
乌克兰国家安全委员会反虚假信息中心（CPD）在Telegram上报道指出，克洛库斯市政厅恐怖袭击可能是俄罗斯特勤局的行动，目标是以指责乌克兰为俄罗斯新一波动员寻找借口。反虚假信息中心表示，克洛库斯市政厅音乐厅发生的恐怖袭击事件，可能是俄罗斯特工部门为指责乌克兰而进行的一次特别行动，并为俄罗斯新一波动员寻找理由。反虚假信息中心回忆称，美国大使馆于3月初警告俄罗斯联邦可能发生恐怖袭击，并建议其公民避开人群聚集的地方。之后英国、德国和其他几个西方国家的大使馆也发出了类似的警告。反虚假信息中心以1999年莫斯科卡希拉公路的公寓樓爆炸和2002年音乐剧《Nord-Ost》中的劫持人质事件作为被证实是克里姆林宫用来为第二次车臣战争和对车臣人民的侵略辩护，强调不要被愚弄，只相信经过验证的信息来源。
乌克兰总统弗拉基米尔·泽连斯基再指出，无能阻止克洛库斯市政厅恐怖袭击的原因，俄罗斯明明有無數武裝人員卻派來侵略外國，俄罗斯也因現在關係不好不顾西方情报部门的警告，决定袖手旁观最終才會没有阻止恐怖袭击。由于普京需要在5月至6月之前更多地动员民众，并可能采取对乌克兰的反攻行动，这是让恐怖袭击归咎于乌克兰的另一个原因。3月28日，泽连斯基表示，「普京会利用任何借口来尽可能地团结社会。毕竟，俄罗斯士兵不想打仗，但他们知道，如果不打仗就会被杀」。
3月31日，俄罗斯总统普京签署俄罗斯春季征兵令，征召15万名18岁至30岁人员服兵役。国际安全评论员认为，俄罗斯通过虚假地指责乌克兰和西方参与袭击，以进一步动员国内公众支持俄罗斯在乌克兰的军事行动。战略通信和信息安全中心收集截至2024年4月3日俄罗斯方面的虚假信息和宣传叙述得出结论，俄罗斯从无名的乌克兰民族主义者转向对官方机构的指控，尽管该指控连白俄罗斯都不相信，却依然顽固地需要「乌克兰的足迹」来证明克洛库斯恐怖袭击的痕迹指向乌克兰特种部队只剩下一个原因——宣布新的动员。

## 各方反应

### 国际组织
- 联合国安理会发表声明称“以最强烈的措辞谴责周五在莫斯科郊外的克洛库斯市政厅发生的令人发指和懦弱的恐怖袭击”。安理会成员向遇难者家属和俄罗斯人民表示“最深切的同情”，同时祝愿伤者早日康复。他们还强调，需要“追究这些应受谴责的恐怖主义行为的肇事者、组织者、资助者和支持者的责任，并将他们绳之以法。”[205]

- 欧洲联盟警告俄罗斯总统普京不要以莫斯科恐怖袭击为借口，加强对乌克兰的战争，因克里姆林宫的指控在欧洲引发了人们的担忧，担心普京可能会利用莫斯科大屠杀来证明乌克兰局势升级的合理性。欧盟外交政策部门发言人彼得·斯塔诺（Peter Stano）表示，欧盟拒绝克里姆林宫正在围绕这起事件进行猜测，强调没有任何迹象表明乌克兰参与了莫斯科附近的恐怖袭击。欧盟亦谴责“克洛库斯市政厅”恐怖袭击事件为恐怖主义行为，但因俄罗斯对乌克兰的侵略和不尊重国际准则而拒绝与俄罗斯在打击恐怖主义领域合作[206]。
- 北大西洋公约组织发言人达赫拉拉表示，北约“明确”谴责这次袭击，“没有任何理由可以为这种令人发指的罪行辩护。我们向受害者及其家人表示最深切的哀悼。”[207]

### 國家和地區
俄羅斯外交部发言人玛丽亚·扎哈罗娃称这一事件为“滔天罪行”。国家杜马主席维亚切斯拉夫·沃洛金表示“制造这场骇人听闻的恐怖袭击的败类必须被消灭”。俄罗斯联邦安全会议副主席德米特里·梅德韦杰夫强调，恐怖袭击的参与者要“血债血偿”。

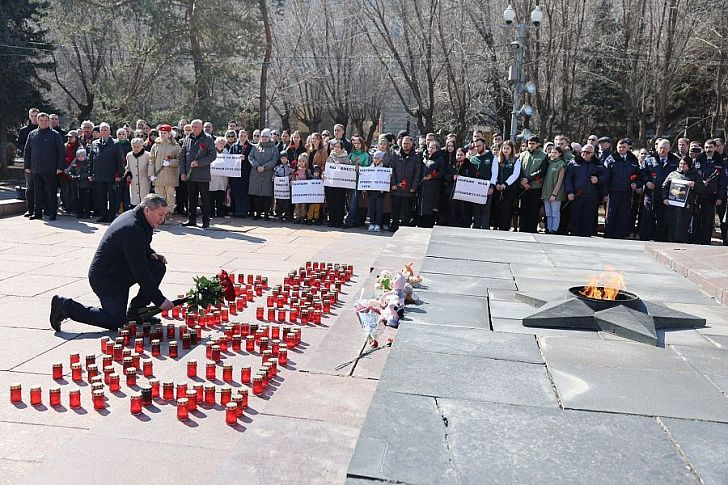
伏尔加格勒州民众为死难者哀悼

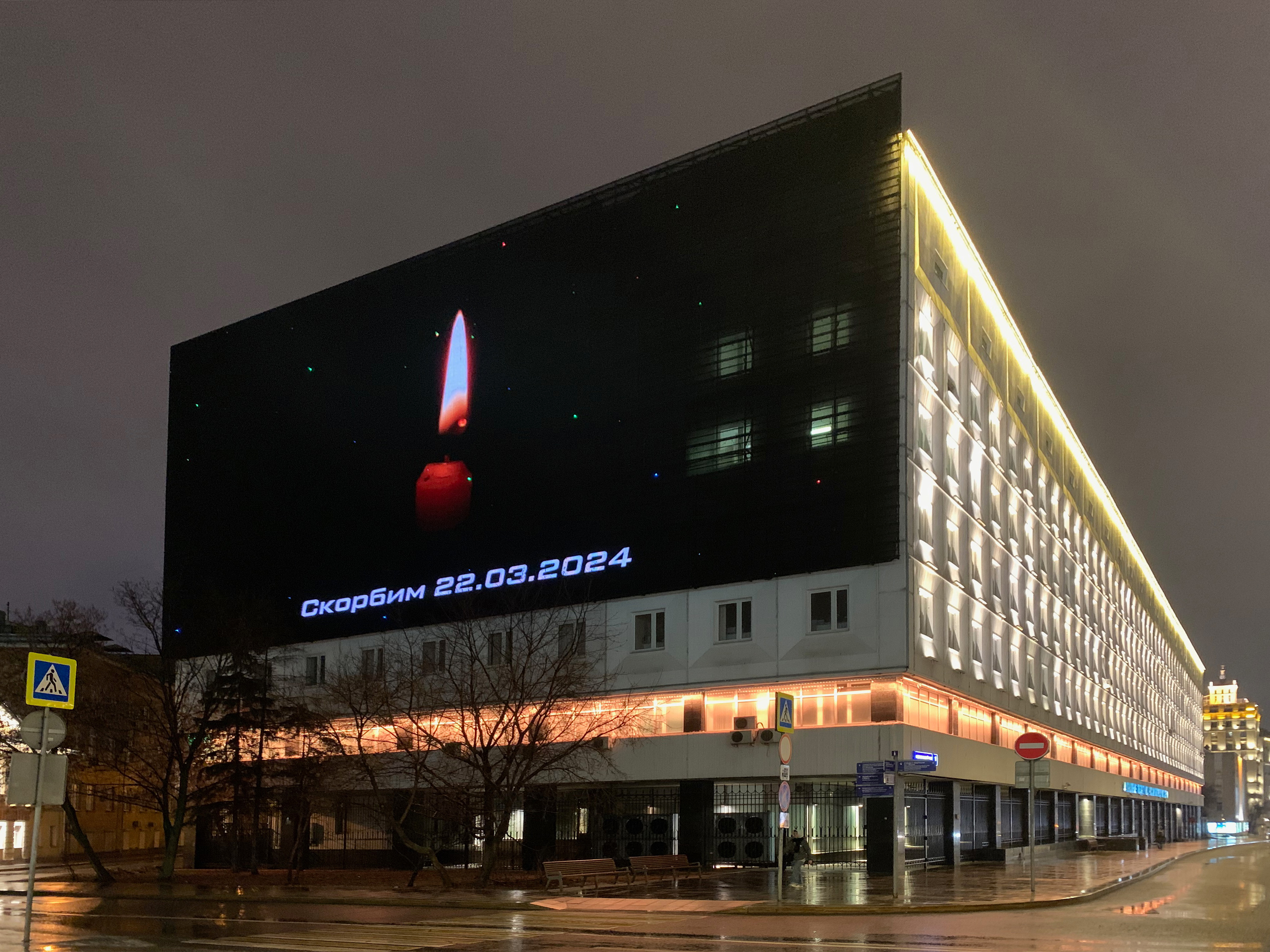
莫斯科一建筑广告屏幕上纪念死难者的图像

- 白俄罗斯强烈谴责这次袭击，该国外交部表示“没有任何理由”证明这一袭击是正当的。白俄罗斯驻俄罗斯大使德米特罗·克鲁托伊针对普京表示乌克兰方面据称在边境设立了一个渡口，以接收在莫斯科附近的克洛库斯市政厅音乐中心实施恐怖袭击的嫌疑人的说法加以驳斥，强调两国特勤部门进行了积极的互动，白俄罗斯国家安全委员会负责人与他的同事直接联系，事实上在23日晚的主要任务是防止恐怖分子越过共同边界，而这样的任务已经完成[104]。
- 烏克蘭總統顧問米哈伊洛·波多利亞克在Telegram發貼文澄清，烏克蘭與此次襲擊並無關係。[210]烏克蘭外交部表示，俄羅斯指責烏克蘭的行為屬於有預謀的挑釁，旨在进一步煽動俄罗斯社会的反乌情绪，進一步动员俄罗斯公民侵略烏克蘭，并抹黑乌克兰的形象[211][212]。总统弗拉基米尔·泽连斯基在晚间录制视频讲话中对莫斯科恐怖袭击事件发表评论表示，「目前在乌克兰领土上被杀害的数十万俄罗斯兵力绝对足以阻止任何恐怖攻擊，如果俄罗斯人准备在番红花恐袭中默默地死去，而不向他们的特勤部门提出任何質問，普京就会试图将不止一次这样的情况转变成有利于他个人权力的情况。」泽连斯基指出，这种情况在俄罗斯已经发生过很多次，而且手段总是一样的：炸毁房屋、枪击、爆炸（指1999年俄罗斯公寓楼爆炸案）。当这一切在昨天都发生后，普京没有与他的俄罗斯公民打交道，也没有向他们讲话，而是沉默了24小时——他正在考虑如何将这件事带到乌克兰，这一切都是绝对可以预见的[213]。泽连斯基强调，俄国普京和卑鄙小人的政治层「总是责怪别人和试图责怪乌克兰，但当他们来到乌克兰，正在烧毁城市、折磨、强奸人们。他们也被指控，他们已经将数十万恐怖分子驱赶到在乌克兰领土上与我们作战，他们不在乎自己的国家内部会发生什么。恐怖分子必將失败。」[214]乌克兰外交部长德米特罗·库莱巴批评，普京像是一个病态的骗子，拼命地试图将乌克兰或其他西方国家与莫斯科郊外的大规模枪击事件联系起来，尽管事实上没有证据支持这种说法。库莱巴表示，「别让普京和他的追随者愚弄，他们唯一的目标是鼓励更多的俄罗斯人死于针对乌克兰的毫无意义的犯罪战争，并灌输对其他国家的更多仇恨，不仅是乌克兰人，而且是整个西方」[194]。
- 外交部强烈否认俄国电报频道称在距离白俄罗斯和乌克兰边境几公里处被拦截和拘留者是塔吉克斯坦公民，表明塔方未收到俄罗斯官方有关塔吉克斯坦公民参与恐怖袭击的确认，呼吁媒体停止散布有关塔吉克斯坦公民参与克洛库斯市政厅袭击事件的虚假新闻，还强调传播未经证实和不可靠的信息可能会伤害在国外的塔吉克斯坦公民[98]。塔吉克斯坦内政部强烈否认俄罗斯电报渠道公布的塔吉克斯坦公民身份，强调其公民并未参与犯罪。该部门还公布了他们的照片，强调在恐怖行为发生时，其中3人正在国内，另外1人正在萨马拉市[97]。塔吉克斯坦总统拉赫蒙与俄罗斯总统普京通电话，拉赫蒙谴责了发生在俄罗斯莫斯科州的恐怖袭击事件。双方确认将在打击恐怖主义领域加强合作[215]。拉赫蒙在通话中也否认其公民参与其中[70]。
- 英国警告普京不要利用莫斯科发生的致命恐怖袭击作为加强对乌克兰战争的「借口」。白厅高级官员告诉《每日电讯报》，普京不顾一切地将这一切归咎于乌克兰并不令人意外，因为他试图进一步欺骗俄罗斯人民，同时假装俄罗斯内部没有异议，但绝不能利用这种紧密的联系作为加剧其在乌克兰的非法战争的任何借口。英国下议院外交事务委员会保守党主席艾麗西亞·卡恩斯表示，俄罗斯媒体渠道已经在传播乌克兰官员的深度虚假视频，试图指责乌克兰，并为普京在乌克兰犯下的战争罪行或更严重的罪行提供辩护，以进一步实施暴行的借口，并指出「没有迹象表明与乌克兰有任何联系，也没有任何可信的理由表明他们参与其中。」[216]
- 美國白宮譴責恐怖攻擊事件，對“可怕”事件的受害者表示哀悼，並重申無證據顯示烏克蘭有參與策動襲擊[217]。美国驻俄罗斯大使林恩·特雷西表示，「美国无条件谴责一切形式的恐怖主义，并采取了'警告义务'政策使所有国家能够在平民受到威胁时发布信息。但可惜的是，俄罗斯官员歪曲并公开否认美国政府提供的信息的有用性」[218]。
- 法国外交部谴责袭击“令人发指”，并称：“我们的心与受害者家属和受伤人员以及俄罗斯人民同在。”[219]
- 中共中央總書記兼中华人民共和国主席習近平就莫斯科恐襲事件向俄羅斯總統普京致慰問電。[220]他表示，中方反對一切形式的恐怖主義，強烈譴責恐怖主義行為，堅定支持俄羅斯政府維護國家安全穩定的努力。[221][222]中华人民共和国外交部发言人在答记者问表示，中方对俄罗斯莫斯科州发生严重恐怖袭击事件造成重大人员伤亡深感震惊，对遇难者表示深切哀悼，对伤者和遇难者家属表示诚挚慰问。中方反对一切形式的恐怖主义，强烈谴责恐怖袭击行为，坚定支持俄罗斯政府维护国家安全稳定的努力。[223]
- 中華民國外交部聲明譴責針對平民的恐怖暴力攻擊，並對罹難者及家屬表示哀悼。[224]
- 政府向遇难者家属表示哀悼，并祝愿伤者早日康复。[205]
- 沙烏地阿拉伯王储兼首相穆罕默德·本·萨勒曼在克洛库斯市政厅袭击事件后向俄罗斯总统普京和遇难者家属表示哀悼和同情，强烈谴责这一犯罪行为。[205]
- 印度总理纳伦德拉·莫迪“强烈谴责”针对番红花城市大厅的令人发指的恐怖袭击，并表示哀悼。他补充说：“在这个悲痛时刻，印度与俄罗斯联邦政府和人民站在一起。 [205]
- 阿富汗外交部发言人巴尔希表示此次袭击“公然踐踏了人類底線”。[225]
- 朝鲜劳动党总书记兼朝鲜国务委员长金正恩3月23日向俄罗斯总统普京致慰问电：“获悉在莫斯科州发生一起大规模恐怖袭击事件造成重大人员伤亡的悲痛消息，我以朝鲜政府和人民以及我个人的名义，向你并通过你向贵国政府、人民、遇难者及其家属表示深切哀悼和慰问。”，并且强调，朝鲜政府反对各种形式的恐怖主义的立场是始终不渝的，威胁人类生命的穷凶极恶的恐怖行为，是用任何东西都不能加以正当化的。[226]
- 伊朗总统易卜拉欣·莱西周六向普京表示慰问，表示德黑兰“强烈谴责”周五晚上的恐怖袭击，并呼吁“国际社会采取严厉措施，惩罚这一[行为]的策划者和肇事者。”[227]
- 巴基斯坦、  波蘭、  土耳其、 德国、 義大利、 、 埃及、 、 、 、 秘魯、 委內瑞拉、 墨西哥、 巴勒斯坦、 古巴、 日本、 马来西亚、 新加坡、 南非、 越南[228]以及 欧洲联盟和 非洲联盟委员会主席均對此次袭击予以譴責。[229][230][231][232][233][234]

### 政治实体
- 伊斯兰国通过旗下的阿马克新闻社宣布对此次袭击负责。[235]

- 哈马斯“最强烈地谴责针对俄罗斯首都莫斯科平民的恐怖袭击”。[236]

## 表彰
15岁的哈利洛夫在番红花城市大厅兼职担任衣帽间服务员。恐怖袭击期间，这名少年按照紧急指示，帮助疏散了一百多人。在斋月圣月朱玛祈祷的神圣星期五，哈利洛夫将因其勇气和拯救人民被俄罗斯穆斯林精神领袖盖努丁授予俄罗斯穆斯林“功绩”奖章。
据俄罗斯国防部报道，列宁格勒军区副司令埃塞杜拉·阿巴乔夫中将亲自向此次行动的每位参与者表示祝贺，对完成指定作战任务表示高度赞赏。战士们被授予“勇气”和“军事荣誉”奖章。
2024年5月2日，俄羅斯總統普丁向在莫斯科附近的克洛庫斯市政廳恐怖攻擊中幫助人們的三名青少年頒發了「拯救受害者」獎章。

## 相关事件
2024年8月23日，俄羅斯伏爾加格勒州蘇羅維基諾第十九勞教所發生挾持人質事件，四名人質被殺害，其餘人質獲救。劫持者據悉與伊斯蘭國有關，他們聲稱此次行動是為番紅花城市大廳襲擊中被拘捕的嫌犯報仇。

## 外部連結
- 维基共享资源上的相關多媒體資源：番红花城市大厅袭击